# Quận Randolph, Arkansas
Quận Randolph là một quận thuộc tiểu bang Arkansas, Hoa Kỳ.
Quận này được đặt tên theo. Theo điều tra dân số của Cục điều tra dân số Hoa Kỳ năm 2000, quận có dân số 18.134 người. Quận lỵ đóng ở Pocahontas 6.

## Địa lý
Theo Cục điều tra dân số Hoa Kỳ, quận có diện tích 1699 km2, trong đó có 10 km2 là diện tích mặt nước.

### Các xa lộ chính
- U.S. Highway 62
- U.S. Highway 67
- Highway 90
- Highway 115

### Quận giáp ranh
- Quận Oregon, Missouri (tây bắc)
- Quận Ripley, Missouri (đông bắc)
- Quận Clay (đông)
- Quận Greene (đông nam)
- Quận Lawrence (nam)
- Quận Sharp (tây)

## Thông tin nhân khẩu

Tháp tuổi dân cư quận Randolph

Theo điều tra dân số 2 năm 2000, quận đã có dân số 18.195 người, 7.265 hộ gia đình, và 5.245 gia đình sống trong quận hạt. Mật độ dân số là 28 người trên một dặm vuông (11/km ²). Có 8.268 đơn vị nhà ở với mật độ trung bình 13 trên một dặm vuông (5/km ²). Cơ cấu điểm chủng tộc của dân cư quận bao gồm 96,99% người da trắng, 0,97% da đen hay Mỹ gốc Phi, 0,53% người Mỹ bản xứ, 0,07% châu Á, Thái Bình Dương 0,01%, 0,27% từ các chủng tộc khác, và 1,15% từ hai hoặc nhiều chủng tộc. 0,82% dân số là người Hispanic hay Latino thuộc một chủng tộc nào.
Có 7.265 hộ, trong đó 30,70% có trẻ em dưới 18 tuổi sống chung với họ, 58,40% là đôi vợ chồng sống với nhau, 9,90% có một chủ hộ nữ và không có chồng, và 27,80% là các gia đình không. 24,70% hộ gia đình đã được tạo ra từ các cá nhân và 12,10% có người sống một mình 65 tuổi hoặc lớn tuổi hơn là người. Cỡ hộ trung bình là 2,46 và cỡ gia đình trung bình là 2,93.
Trong quận, cơ cấu tuổi dân cư được trải ra với 24,60% dưới độ tuổi 18, 8,30% 18-24, 25,70% 25-44, 24,30% từ 45 đến 64, và 17,00% từ 65 tuổi trở lên người. Độ tuổi trung bình là 39 năm. Đối với mỗi 100 nữ có 96,00 nam giới. Đối với mỗi 100 nữ 18 tuổi trở lên, đã có 90,50 nam giới.
Thu nhập trung bình cho một hộ gia đình trong quận đạt 27.583 USD, và thu nhập trung bình cho một gia đình là $ 33.535. Phái nam có thu nhập trung bình $ 25.006 so với 18.182 USD của phái nữ. Thu nhập bình quân đầu người là 14.502 USD. Có 11,90% gia đình và 15,30% dân số sống dưới mức nghèo khổ, bao gồm 18,80% những người dưới 18 tuổi và 15,20% của những người 65 tuổi hoặc hơn.